# Jamie Chadwick
Jamie Laura Chadwick (Bath, 20 mei 1998) is een Brits-Indiaas autocoureur. In 2019, 2021 en 2022 werd zij kampioen in de W Series. Vanaf 2019 is zij test- en reserverijder bij het Formule 1 team van Williams; zij maakt ook deel van de Williams Driver Academy, het opleidingsprogramma van dit team.

## Carrière
Chadwick begon haar autosportcarrière in het karting op elfjarige leeftijd in navolging van haar broer Ollie. In 2013 ging zij in auto's racen en debuteerde in het Britse Ginetta Junior Championship, waarin zij naast haar broer uitkwam voor het team JHR Developments. Met een vijfde plaats op het Knockhill Racing Circuit als beste klassering eindigde zij op de tiende plaats in het kampioenschap met 221 punten. In 2014 bleef zij in het kampioenschap rijden voor JHR. Zij behaalde vijf podiumplaatsen op Brands Hatch, het Thruxton Circuit, Knockhill, de Rockingham Motor Speedway en Silverstone. Met 287 punten verbeterde zij zich naar de achtste plaats in de eindstand.
In 2015 maakte Chadwick de overstap naar de GT-racerij, waarin zij met Ross Gunn uitkwam in de GT4-klasse voor het team Beechdean Motorsport in een Aston Martin V8 Vantage GT4. Zij wonnen twee races op Rockingham en Silverstone, waardoor zij met 164,5 punten kampioen werden in hun klasse. Chadwick werd hiermee tevens de jongste en de eerste vrouwelijke coureur die dit kampioenschap won.
In 2016 bleef Chadwick actief in de GT4-klasse van de Britse GT en stapte over naar het team Generation AMR SuperRacing, waarin zij opnieuw in een Aston Martin reed. Na twee races vertrok zij bij het team en raakte ze zonder zitje, voordat zij in de laatste drie races van het seizoen terugkeerde bij Beechdean. Met 29 punten werd zij vijftiende in het kampioenschap. Dat jaar kwam zij ook uit in de VLN, waarin zij derde werd in de SP8-klasse in een Aston Martin Test Centre GT8.
In 2017 maakte Chadwick de overstap naar het formuleracing en kwam hierbinnen uit in het BRDC Britse Formule 3-kampioenschap voor het team Double R Racing. Zij behaalde een podiumplaats op Rockingham en werd met 264 punten negende in het eindklassement.
In 2018 stapte Chadwick binnen de Britse Formule 3 over naar het team Douglas Motorsport. In het eerste raceweekend op Oulton Park behaalde zij een podiumplaats. Op 5 augustus werd zij op Brands Hatch de eerste vrouwelijke winnaar van een race in het kampioenschap. Met 260 punten verbeterde zij zichzelf naar een achtste plaats in de eindstand. Dat seizoen reed zij ook in de 24 uur van de Nürburgring voor het team AMR Parfomane Centre in een Aston Martin Vantage V8. Samen met haar teamgenoten Jonathan Adam, Alex Lynn en Pete Cate eindigde zij als vijfde in de SP8-klasse en als 63e in de totaaluitslag van de race.
In het winterseizoen van 2018-2019 maakte Chadwick haar debuut in de Aziatische MRF Challenge. In het kampioenschap won zij drie races op zowel het Bahrain International Circuit als de Madras Motor Race Track, waardoor zij de eerste vrouwelijke winnaar en kampioen werd in deze klasse. Aansluitend werd zij benoemd als een van de vijf Britse coureurs die deelneemt aan het eerste seizoen van de W Series, een kampioenschap waar alleen vrouwen aan meedoen. Zij werd de eerste winnaar in het kampioenschap met een zege in de seizoensopener op de Hockenheimring. Ook schreef zij de derde race op het Misano World Circuit Marco Simoncelli op haar naam. Met vijf podiumplaatsen uit zes races werd zij de eerste kampioen uit de geschiedenis van de klasse. Dat jaar werd zij ook aangesteld als ontwikkelingscoureur bij het Formule 1-team van Williams.